# Ragnar Tørnquist
Ragnar Tørnquist (ur. 31 lipca 1970 w Oslo) – norweski projektant i producent gier komputerowych. Od 1994 roku pracował w firmie Funcom, gdzie współtworzył m.in. gry The Longest Journey: Najdłuższa podróż (1999) i The Secret World (2012), w październiku 2012 roku założył studio Red Thread Games i zajął się produkcją niezależną, a jego pierwszym projektem jest Dreamfall Chapters (2014).
Tørnquistowi przypisuje się spopularyzowanie, używanego w projektowaniu gier przygodowych, terminu modern adventure, będącym przeciwieństwem action adventure. Różnica miała polegać na odejściu od typowej rozgrywki wskaż i kliknij i pozwoleniu samej „przygodzie” wejść do głównego nurtu gatunków gier.

## Współtworzone gry komputerowe
- Casper (1996)
- Dragonheart: Fire & Steel (1996)
- The Longest Journey: Najdłuższa podróż (1999)
- Anarchy Online (2001)
- Dreamfall: The Longest Journey (2006)
- The Secret World[2] (2012)
- Dreamfall Chapters (2014)
- Draugen (2019)